# Феркаша
Феркаша (рум. Fărcașa) — село у повіті Марамуреш в Румунії. Адміністративний центр комуни Феркаша.
Село розташоване на відстані 409 км на північний захід від Бухареста, 21 км на південний захід від Бая-Маре, 91 км на північ від Клуж-Напоки.

## Населення
За даними перепису населення 2002 року у селі проживали 1654 особи.
Національний склад населення села:
| Національність | Кількість осіб | Відсоток |
| -------------- | -------------- | -------- |
| румуни         | 1623           | 98,1%    |
| угорці         | 31             | 1,9%     |

Рідною мовою назвали:
| Мова      | Кількість осіб | Відсоток |
| --------- | -------------- | -------- |
| румунська | 1630           | 98,5%    |
| угорська  | 24             | 1,5%     |